# Кумбо
Кумбо (англ. Kumbo, фр. Kumbo) — второй по численности населения город Северо-Западного региона Камеруна, административный центр департамента Буи. Исторический и культурный центр нсо — одного из коренных народов страны. В 2005 году население города составляло 80 212 человек, всей коммуны с центром в Кумбо — 83 079.

## География
Кумбо расположен в северо-западной части Камеруна на высоте около 2 тысяч метров над уровнем моря. Расстояние до столицы региона Баменды составляет около 110 километров, эти города соединены Кольцевой дорогой Бамендской возвышенности. Город Кумбо делится на три внутренних района — Тобин, Мбве и Скверз.

## Достопримечательности
- Галерея наследия Муса — музей, созданный в 1996 году в память о традиционных артистах и резчиках по деревю Даниэлю Канджо Мусе и его сыне[4].
- Дворец фонов — вождей народа нсо.
- Кафедральный собор католической епархии Кумбо, построен в 1950-х годах. Располагается на центральной площади города на вершине холма.
- Рынок Мбве — крупный традиционный рынок.